# アルマヴェローチェ
アルマヴェローチェ（欧字名:Arma Veloce、2022年2月15日 - ）は、日本の競走馬。主な勝ち鞍は2024年の阪神ジュベナイルフィリーズ。
馬名の意味は、武器（伊）＋冠名。

## 経歴

### 2歳（2024年）
2024年8月4日、札幌競馬場第5レースの2歳新馬戦（芝1800m）で、鞍上に横山武史を起用しデビュー。道中は2番手のノースタンダードに先頭を譲らず、ハナを進む。1000mを63秒4のスローペースに落とし込み、直線で後続を抑えデビュー勝ち。
次走には重賞初挑戦となる札幌2歳ステークスを選択。五分のスタートを切ると、中団で控える形へ。3コーナーから動かして行き、最内から伸びたものの、最後にマジックサンズに交わされてしまい2着となった。
GI初挑戦の舞台として選択した阪神ジュベナイルフィリーズは、鞍上に岩田望来を起用し、単勝オッズ10.5倍の5番人気で迎えた。道中は中団に控え、先頭を追って行く。4コーナーから外に運んで行き、直線で馬群を強襲。ビップデイジーを交わし、重賞・GI初制覇を果たした。また、鞍上の望来もGI初制覇となった。2024年度JRA賞最優秀2歳牝馬に256票中255票を集めて受賞した。

### 3歳（2025年）
阪神ジュベナイルフィリーズ後、桜花賞に直行する予定と発表。放牧に出された後は予定通り休み明けながら桜花賞に出走し、2番人気に支持される。雨天のレースになったが、直線で中団の外から上がり3F最速の33秒9で差したが、エンブロイダリーに首差届かず2着。
次走優駿牝馬でも2番人気に支持される。最内枠からうまく抜け出し最後の直線で先頭に立つも、外から来たカムニャックとの叩き合いで差され、頭差の2着となった。
5月29日、右前第1指骨剥離骨折が判明した。管理する上村は「レース中のものだと思います。近々、栗東で手術する予定」と説明し、今後については「幸い程度は軽い。状態にもよるけど秋華賞を目指します」と話した。

## 競走成績
以下の内容は、netkeiba.comおよびJBISサーチに基づく。
| 競走日     | 競馬場 | 競走名   | 格   | 距離（馬場）  | 頭 数 | 枠 番 | 馬 番 | オッズ （人気） | 着順 | タイム （上り3F） | 着差 | 騎手      | 斤量 [kg] | 1着馬（2着馬）     | 馬体重 [kg] |
| ---------- | ------ | -------- | ---- | ------------- | ----- | ----- | ----- | --------------- | ---- | ----------------- | ---- | --------- | --------- | ------------------ | ----------- |
| 2024.08.04 | 札幌   | 2歳新馬  |      | 芝1800m（稍） | 8     | 7     | 7     | 003.90（2人）   | 01着 | R1:51.9（36.0）   | -0.0 | 0横山武史 | 55        | （リアンベーレ）   | 482         |
| 0000.08.31 | 札幌   | 札幌2歳S | GIII | 芝1800m（重） | 12    | 1     | 1     | 023.40（6人）   | 02着 | R1:50.3（36.3）   | -0.0 | 0横山武史 | 55        | マジックサンズ     | 484         |
| 0000.12.08 | 京都   | 阪神JF   | GI   | 芝1600m（良） | 18    | 6     | 12    | 010.50（5人）   | 01着 | R1:33.4（34.3）   | -0.2 | 0岩田望来 | 55        | （ビップデイジー） | 484         |
| 2025.04.13 | 阪神   | 桜花賞   | GI   | 芝1600m（稍） | 18    | 5     | 9     | 003.80（2人）   | 02着 | R1:33.1（33.9）   | -0.0 | 0岩田望来 | 55        | エンブロイダリー   | 496         |
| 0000.05.25 | 東京   | 優駿牝馬 | GI   | 芝2400m（良） | 18    | 1     | 1     | 003.40（2人）   | 02着 | R2:25.7（34.2）   | -0.0 | 0岩田望来 | 55        | カムニャック       | 490         |

- 競走成績は2025年5月25日現在

## 血統表
| アルマヴェローチェの血統     | アルマヴェローチェの血統                     | アルマヴェローチェの血統                     | （血統表の出典）                             | （血統表の出典）  |
| 父系                         | デインヒル系（ダンジグ系）                   | デインヒル系（ダンジグ系）                   | デインヒル系（ダンジグ系）                   | [ § 2 ]           |
| 父 *ハービンジャー 2006 鹿毛 | 父の父Dansili 1996 黒鹿毛                    | *デインヒル                                  | Danzig                                       | Danzig            |
| 父 *ハービンジャー 2006 鹿毛 | 父の父Dansili 1996 黒鹿毛                    | *デインヒル                                  | Razyana                                      |                   |
| 父 *ハービンジャー 2006 鹿毛 | 父の父Dansili 1996 黒鹿毛                    | Hasili                                       | Kahyasi                                      | Kahyasi           |
| 父 *ハービンジャー 2006 鹿毛 | 父の父Dansili 1996 黒鹿毛                    | Hasili                                       | Kerali                                       |                   |
| 父 *ハービンジャー 2006 鹿毛 | 父の母Penang Pearl 1996 鹿毛                 | Bering                                       | Arctic Tern                                  | Arctic Tern       |
| 父 *ハービンジャー 2006 鹿毛 | 父の母Penang Pearl 1996 鹿毛                 | Bering                                       | Beaune                                       |                   |
| 父 *ハービンジャー 2006 鹿毛 | 父の母Penang Pearl 1996 鹿毛                 | Guapa                                        | Shareef Dancer                               | Shareef Dancer    |
| 父 *ハービンジャー 2006 鹿毛 | 父の母Penang Pearl 1996 鹿毛                 | Guapa                                        | Sauceboat                                    |                   |
| 母 ラクアミ 2012 栗毛        | 母の父ダイワメジャー 2001 栗毛               | *サンデーサイレンス                          | Halo                                         | Halo              |
| 母 ラクアミ 2012 栗毛        | 母の父ダイワメジャー 2001 栗毛               | *サンデーサイレンス                          | Wishing Well                                 |                   |
| 母 ラクアミ 2012 栗毛        | 母の父ダイワメジャー 2001 栗毛               | スカーレットブーケ                           | *ノーザンテースト                            | *ノーザンテースト |
| 母 ラクアミ 2012 栗毛        | 母の父ダイワメジャー 2001 栗毛               | スカーレットブーケ                           | *スカーレットインク                          |                   |
| 母 ラクアミ 2012 栗毛        | 母の母レイズアンドコール 2001 鹿毛           | サクラバクシンオー                           | サクラユタカオー                             | サクラユタカオー  |
| 母 ラクアミ 2012 栗毛        | 母の母レイズアンドコール 2001 鹿毛           | サクラバクシンオー                           | サクラハゴロモ                               |                   |
| 母 ラクアミ 2012 栗毛        | 母の母レイズアンドコール 2001 鹿毛           | *モーリストンベル                            | Herat                                        | Herat             |
| 母 ラクアミ 2012 栗毛        | 母の母レイズアンドコール 2001 鹿毛           | *モーリストンベル                            | Barkerville Belle                            |                   |
| 母系(F-No.)                  | モーリストンベル(CAN)系(FN:4-m)              | モーリストンベル(CAN)系(FN:4-m)              | モーリストンベル(CAN)系(FN:4-m)              | [ § 3 ]           |
| 5代内の近親交配              | ノーザンテースト 4×5 Northern Dancer 5×5･5･5 | ノーザンテースト 4×5 Northern Dancer 5×5･5･5 | ノーザンテースト 4×5 Northern Dancer 5×5･5･5 | [ § 4 ]           |
| 出典                         | 1. 2. 3. 4.                                  | 1. 2. 3. 4.                                  | 1. 2. 3. 4.                                  | 1. 2. 3. 4.       |

- 叔父に2016年京王杯2歳ステークス勝ち馬で、朝日杯フューチュリティステークス2着のモンドキャンノ。